# Hinterglasmalerei in Schnupftabakfläschchen

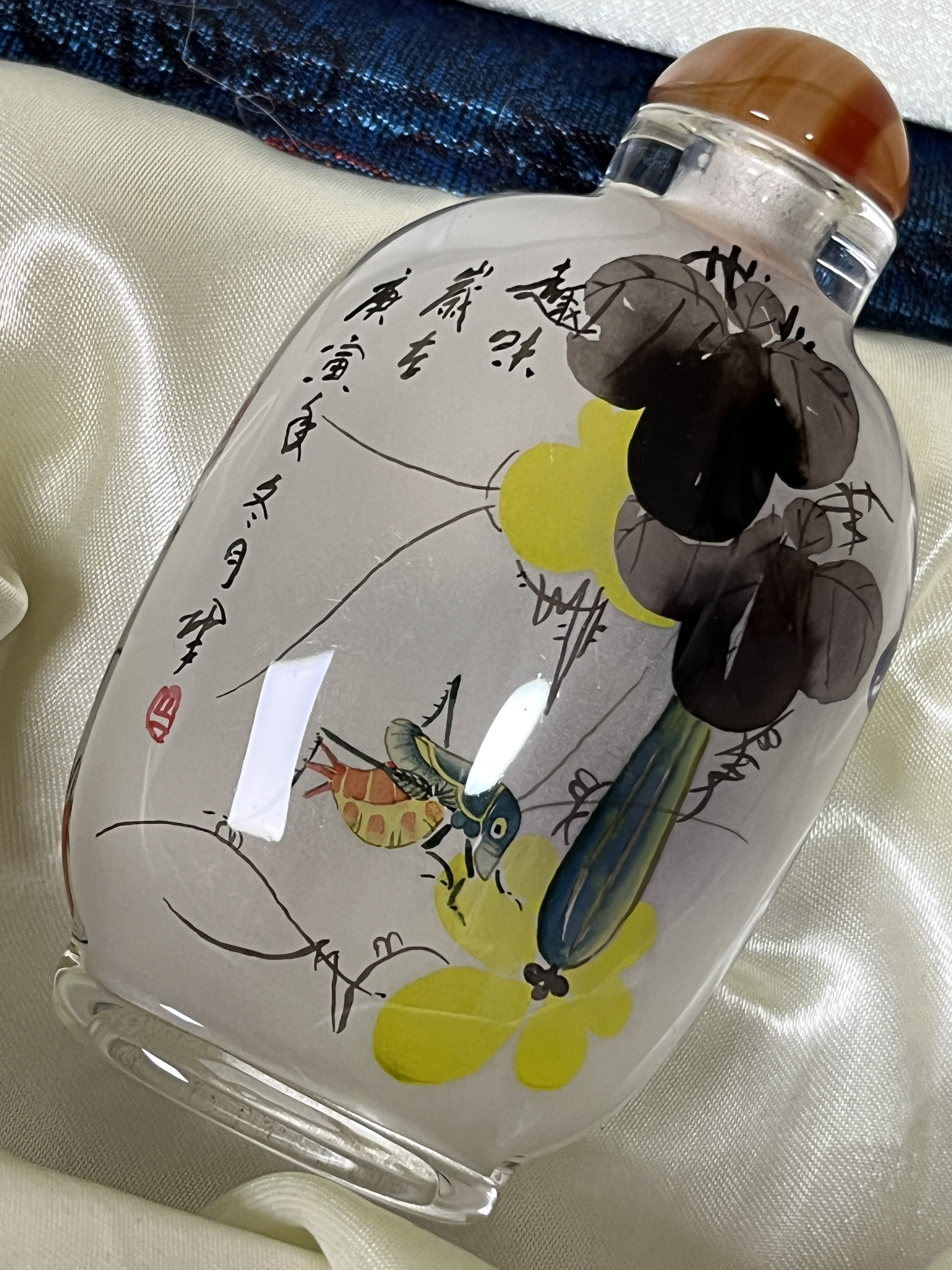
Hinterglasmalerei in Schnupftabakfläschchen

Hinterglasmalerei in Schnupftabakfläschchen ist ein chinesisches Kunsthandwerk, das sich während der Qing-Dynastie entfaltete. Glasflaschen werden mit feinen Pinseln oder Bambus-Stäbchen, deren Spitze mit Farbe getränkt ist, auf ihrer Innenseite bemalt.
Schnupftabak wurde in China Heilwirkung nachgesagt. Er wurde mit Kräutern vermischt und man bewahrte ihn in reich verzierten Medizinfläschchen auf. Einen Höhepunkt fand das Verzieren von Schnupftabakfläschchen im 18. Jahrhundert.
In China wird dieses Kunsthandwerk noch heute von vielen Kunsthandwerkern und -handwerkerinnen praktiziert. Mehrere zehntausend Menschen arbeiten in der Schnupftabakfläschchen-Dekorations-Industrie mit einem jährlichen Gewinn von mehreren hunderttausend chinesischen Yuan (500.000 chinesische Yuan entsprechen etwa 65.000 Euro).
Auf der Innenseite bemalte Glasfläschchen sind deshalb auch keine Rarität. Exponate variantenreicher Motive, Ausführungen und Preise sind problemlos in verschiedenen Einkaufsportalen und Auktionen zu finden. Einige werden auf dem Kunstmarkt gehandelt und erzielen Sammlerpreise. Werke des Kunstmalers Bi Rongjiu (1874–1925) beispielsweise, Gründer der Lu Schule, werden sehr geschätzt.
Es existieren im Wesentlichen vier Schulen: Die Jing Schule in Peking, die Lu Schule in Shandong, die Yaojiang Schule in Guangdong und die Ji Schule von Wang Xisan, der die Hinterglasmalerei in Schnupftabakfläschchen gegenwärtig zu einer neuen Blüte bringt.